# Gilmer
Gilmer is een plaats (city) in de Amerikaanse staat Texas, en valt bestuurlijk gezien onder Upshur County.

## Demografie
Bij de volkstelling in 2000 werd het aantal inwoners vastgesteld op 4799.
In 2006 is het aantal inwoners door het United States Census Bureau geschat op 5143, een stijging van 344 (7,2%).

## Geografie
Volgens het United States Census Bureau beslaat de plaats een oppervlakte van
12,0 km², geheel bestaande uit land. Gilmer ligt op ongeveer 112 m boven zeeniveau.

## Plaatsen in de nabije omgeving
De onderstaande figuur toont nabijgelegen plaatsen in een straal van 24 km rond Gilmer.